# Andreas Kaltoft
Andreas Kaltoft (født 22. maj 1998) er en dansk fodboldspiller, der spiller for Vendsyssel FF.

## Klubkarriere
Kaltoft steg i graderne i 2. divisionsklubben B.93. Herfor fik han den 1. november 2016 sin debut, da han i en alder af 16 år blev skiftet ind i sidst i en kamp mod Nykøbing FC, som blev vundet 3-2. Det gjorde ham til den yngste spiller til at få seniordebut for B.93 siden 1920.
Kaltoft tiltrak siden interesse fra Superligaklubben Brøndby IF, der resulterede i, at han skrev under på en ungdomskontrakt med klubben. Et år senere skrev han under på en aftale 1. divisionsklubben Vendsyssel FF gældende frem til sommeren 2020. Han blev hentet til klubben på en fri transfer. Det medførte, at han blev genforenet med den tidligere holdkammerat Emmanuel Ogude, som han spillede med i B.93. I sommeren 2018 skiftede også den tidligere B.93-spiller Sebastian Czajowski til den nordjyske klub. Ved udgangen af sin første sæson i klubben hjalp han klubben med at kvalificere sig til at spille i Superligaen fra 2018-19-sæsonen og fik sin debut i Superligaen i en kamp mod AaB i juni 2018. Han scorede sit første mål i Superligaen den 16. september 2018 i en 1-1-kamp mod Hobro IK.
I midten af august 2020 skrev han under på en kontraktforlængelse med Vendsyssel FF, således parterne havde papir på hinanden frem til sommeren 2021.